# The Innocent Man
The Innocent Man (en hangul, 세상 어디에도 없는 착한 남자; romanización revisada, Sesang eodiedo eobsneun chakhan namja) también conocida en español como Un hombre inocente, es una serie de televisión surcoreana emitida durante 2012 y protagonizada por Song Joong-ki, Moon Chae-won y Park Si Yeon.
Fue transmitida por la cadena televisiva KBS 2TV desde el 12 de septiembre hasta el 15 de noviembre de 2012 todos los días miércoles y jueves a las 21:55 (KST), finalizando tras un total de 20 episodios.

## Argumento
El inteligente y prometedor estudiante de medicina Kang Ma Roo (Song Joong-ki) ha estado enamorado toda su vida de su vecina un poco mayor, Han Jae Hee (Park Si Yeon), una aspirante a reportera de televisión. Él es un buen novio adorable y un estudiante esforzado que aspira a convertirse en doctor, sin embargo su vida da un giro inesperado y Ma Roo termina culpándose de un crimen que comete su novia. Años después Jae Hee se convierte en reportera y conoce a un hombre que cambia su vida, un millonario CEO quien la introduce a una vida de comodidad, con la que no podía ni soñar cuando era joven. Así es como traiciona a su novio que se culpó por su crimen y en lugar de esperar que termine su condena se casa con el millonario CEO.
La traición brutal deja a Ma Roo, no sólo desilusionado y lleno de rabia, sino que se convierte en un hombre completamente diferente. Luego de salir de la cárcel trabaja como camarero y gigoló. Posteriormente conoce a Seo Eun Gi (Moon Chae-won), una joven millonaria que está siendo preparada para hacerse cargo del conglomerado de su padre y le salva la vida. Eun Gi es fría e inteligente en los negocios. Fue criada por su padre para ocultar sus emociones y debilidades, sin embargo Ma Roo la intriga, llegando al punto de no poder dejar de pensar en él.
Ma Roo descubre que Eun Gi es la hijastra de Han Jae Hee y decide tomar ventaja de la situación, convirtiéndose en su novio para así poder utilizarla como peón en su plan de venganza. Mientras tanto Eun Gi se enamora perdidamente, sin saber que la están usando para vengarse de Jae Hee. Justo cuando Ma Roo se está enamorando, Eun Gi se entera de la verdad y decide terminar la relación, pero un accidente automovilístico hace que pierda la memoria, entrando en la vida de Ma Roo nuevamente.

## Reparto

### Personajes principales
- Song Joong-ki como Kang Ma Roo.
  - Kang Chan-hee como Ma Roo (niño).
- Moon Chae-won como Seo Eun Gi.
- Park Si Yeon como Han Jae Hee.
  - Park So Young como Jae Hee (niña).

### Personajes secundarios
Relacionados con Ma Roo
- Kim Heung Ki como Padre de Ma Roo.
- Lee Kwang Soo como Park Jae Gil.
- Lee Yoo Bi como Kang Cho Co.
  - Han Seo Jin como Cho Ko (niña).
- Jo Sung-ha como Dr. Seok Min-hyuk.

Relacionados con Eun Gi
- Kim Yeung Cheol como Seo Jung Gyu.
- Lee Sang Yeob como Park Joon Ha
- Jin Kyung como Hyun Jung Hwa / Secretaria Hyun.

Relacionados con Jae Hee
- Kim Tae Hoon como Ahn Min Young
- Oh Yong como Jo Young Bae / Secretaria Jo.
- Jo Hwi Joon como Seo Eun Suk.
- Yang Ik Joon como Han Jae Shik.

### Otros personajes
- Lee Young Eun como Kang Myung Joo.
- Choi Da In como Hija de Cho Ko.

Apariciones especiales
- Danny Ahn como Kim Jung Hoon.
- Lee Byung Joon como Director Choi.
- Kim Seo Ra como Madre de Eun Gi.
- Kim Ye-won como Kim Yoo Ra.
- Jung Eun Pyo como General de división Jung.
- Min Eung Shik como Detective.
- Kim Jae Hwa como Japonesa.

## Banda sonora
| 1. 사랑은 눈꽃처럼 (Love Is Like A Snowflake) - Junsu de JYJ 2. 착한 여자 (Nice Girl) - Lee Soo Young 3. 좋은 사람입니다 (No One Is Better Than You) - Cho Eun 4. Lonely 5. Jae-hee and Ma-ru (with Empty Heart & Change) 6. Bueno Hombre 7. Waltz In Sorrow 8. Eun-gi and Ma-ru (with Late Autumn) 9. Melancholy 10. Blue Moon 11. Eun-gi (With Magnolia) 12. Late Autumn 13. Empty Heart 14. Broken Heart 15. Water Lily 16. Magnolia | 1. 정말 (Really) - Song Joong Ki 2. 너만을 원했다 (I Only Wanted You) - Son Hoyoung (narración de Song Joong Ki) 3. 사랑해요 (I Love You) - Yoon Bitnara 4. Change 5. Here To Stay 6. 차칸남자 (Complicación) 7. Waltz In Sorrow (Guitarra) 8. Beautiful Love 9. Nobody Sees Me 10. Despedida 11. Laberinto 12. Lonely Street 13. Colisión De Frente 14. Before Winter Comes |

## Recepción

### Audiencia
En Azul la audiencia más baja y en rojo la más alta, correspondientes a las empresas medidoras TNms y AGB Nielsen.
| Ep. #    | Fecha original de emisión | Share        | Share        | Share       | Share       |
| Ep. #    | Fecha original de emisión | TNmS Ratings | TNmS Ratings | AGB Nielsen | AGB Nielsen |
| Ep. #    | Fecha original de emisión | Nacional     | Seúl         | Nacional    | Seúl        |
| -------- | ------------------------- | ------------ | ------------ | ----------- | ----------- |
| 1        | 12 de septiembre de 2012  | 10.7 %       | 10.9 %       | 10.5 %      | 11.5 %      |
| 2        | 13 de septiembre de 2012  | 11.4 %       | 11.6 %       | 9.9 %       | 11.3 %      |
| 3        | 19 de septiembre de 2012  | 13.9 %       | 14.6 %       | 13.8 %      | 14.5 %      |
| 4        | 20 de septiembre de 2012  | 13.8 %       | 15.4 %       | 13.3 %      | 14.2 %      |
| 5        | 26 de septiembre de 2012  | 14.5 %       | 14.8 %       | 14.0 %      | 15.7 %      |
| 6        | 27 de septiembre de 2012  | 16.0 %       | 17.8 %       | 16.0 %      | 18.1 %      |
| 7        | 3 de octubre de 2012      | 17.9 %       | 18.6 %       | 17.3 %      | 18.6 %      |
| 8        | 4 de octubre de 2012      | 15.0 %       | 14.4 %       | 15.1 %      | 16.6 %      |
| 9        | 10 de octubre de 2012     | 15.8 %       | 17.3 %       | 15.3 %      | 17.3 %      |
| 10       | 11 de octubre de 2012     | 16.2 %       | 17.3 %       | 14.9 %      | 15.7 %      |
| 11       | 17 de octubre de 2012     | 15.0 %       | 16.5 %       | 14.3 %      | 15.3 %      |
| 12       | 18 de octubre de 2012     | 16.4 %       | 17.0 %       | 15.1 %      | 15.7 %      |
| 13       | 24 de octubre de 2012     | 18.2 %       | 18.7 %       | 17.1 %      | 18.8 %      |
| 14       | 25 de octubre de 2012     | 18.5 %       | 19.6 %       | 16.7 %      | 18.4 %      |
| 15       | 31 de octubre de 2012     | 17.1 %       | 17.6 %       | 18.3 %      | 20.6 %      |
| 16       | 1 de noviembre de 2012    | 18.8 %       | 19.8 %       | 17.1 %      | 18.8 %      |
| 17       | 7 de noviembre de 2012    | 18.2 %       | 19.6 %       | 16.2 %      | 16.4 %      |
| 18       | 8 de noviembre de 2012    | 16.8 %       | 18.1 %       | 18.2 %      | 19.7 %      |
| 19       | 14 de noviembre de 2012   | 18.5 %       | 19.9 %       | 17.9 %      | 19.3 %      |
| 20       | 15 de noviembre de 2012   | 18.6 %       | 20.2 %       | 18.0 %      | 19.4 %      |
| Promedio | Promedio                  | 16.1 %       | 17.0 %       | 15.3 %      | 16.8 %      |

## Premios y nominaciones
| Año  | Premio                                  | Categoría                                                      | Nominado                           | Resultado |
| ---- | --------------------------------------- | -------------------------------------------------------------- | ---------------------------------- | --------- |
| 2012 | Korean Culture and Entertainment Awards | Premio a la excelencia, Actor                                  | Song Joong Ki                      | Ganador   |
| 2012 | K-Drama Star Awards                     | Premio a la excelencia, Actor                                  | Song Joong Ki                      | Ganador   |
| 2012 | KBS Drama Awards                        | Premio a la mejor pareja                                       | Song Joong Ki y Moon Chae Won      | Ganador   |
| 2012 | KBS Drama Awards                        | Netizens' Award                                                | Song Joong Ki                      | Ganador   |
| 2012 | KBS Drama Awards                        | Netizens' Award                                                | Moon Chae Won                      | Ganador   |
| 2012 | KBS Drama Awards                        | Mejor nueva actriz                                             | Lee Yu Bi                          | Nominado  |
| 2012 | KBS Drama Awards                        | Mejor actor de reparto                                         | Lee Kwang Soo                      | Nominado  |
| 2012 | KBS Drama Awards                        | Mejor actor de reparto                                         | Lee Sang Yeob                      | Nominado  |
| 2012 | KBS Drama Awards                        | Mejor actriz de reparto                                        | Jin Kyung                          | Nominado  |
| 2012 | KBS Drama Awards                        | Premio a la excelencia, Actor en un drama de mediana duración  | Song Joong Ki                      | Nominado  |
| 2012 | KBS Drama Awards                        | Premio a la excelencia, Actriz en un drama de mediana duración | Moon Chae Won                      | Nominado  |
| 2012 | KBS Drama Awards                        | Premio a la excelencia, Actriz en un drama de mediana duración | Park Si Yeon                       | Nominado  |
| 2012 | KBS Drama Awards                        | Premio a la excelencia, Actor                                  | Song Joong Ki                      | Ganador   |
| 2012 | KBS Drama Awards                        | Premio a la excelencia, Actriz                                 | Moon Chae Won                      | Ganador   |
| 2013 | Baeksang Arts Awards                    | Mejor nueva actriz (TV)                                        | Lee Yu Bi                          | Nominado  |
| 2013 | Mnet 20's Choice Awards                 | 20's Booming Star - Femenino                                   | Lee Yu Bi                          | Nominado  |
| 2013 | Seoul International Drama Awards        | Mejor banda sonora oficial                                     | "Love is like a Snowflake" - Junsu | Nominado  |
| 2013 | Seoul International Drama Awards        | Mejor banda sonora oficial                                     | "Really" - Song Joong Ki           | Nominado  |
| 2013 | Seoul International Drama Awards        | Mejor actor                                                    | Song Joong Ki                      | Nominado  |
| 2013 | Seoul International Drama Awards        | Mejor actriz                                                   | Moon Chae Won                      | Nominado  |
| 2013 | Seoul International Drama Awards        | Mejor drama                                                    | The Innocent Man                   | Nominado  |

## Emisión internacional
- Canadá: All TV (2012).
- Chile: ETC (2018).
- Perú: Willax (2019, 2020).
- China: Anhui TV (2013).
- Filipinas: GMA Network (2013).
- Hong Kong: TVB (2013).
- Indonesia: Indosiar (2015).
- Israel: Viva (2013-2014).
- Japón: Dlife (2016).
- Malasia: 8TV (2013).
- México: Mexiquense TV (2019, 2020)
- Tailandia: Channel 7 (2015).
- Taiwán: EBC (2012-2013, 2015) y Longhua TV (2013).
- Trinidad y Tobago: CCN-TV6 (2015).
- Vietnam: HTV3 (2015).